# گولدزبرو (پنسیلوانیا)
گولدزبرو (به انگلیسی: Gouldsboro) یک منطقهٔ مسکونی در ایالات متحده آمریکا است که در شهرستان وین، پنسیلوانیا واقع شده‌است. گولدزبرو ۷٫۷۸۳ کیلومتر مربع مساحت و ۸۹۰ نفر جمعیت دارد و ۵۸۲ متر بالاتر از سطح دریا واقع شده‌است.